# Hemerocallis dumortieri
Hemerocallis dumortieri är en grästrädsväxtart som beskrevs av Charles Jacques Édouard Morren. Hemerocallis dumortieri ingår i släktet dagliljor, och familjen grästrädsväxter. Inga underarter finns listade i Catalogue of Life.

## Bildgalleri

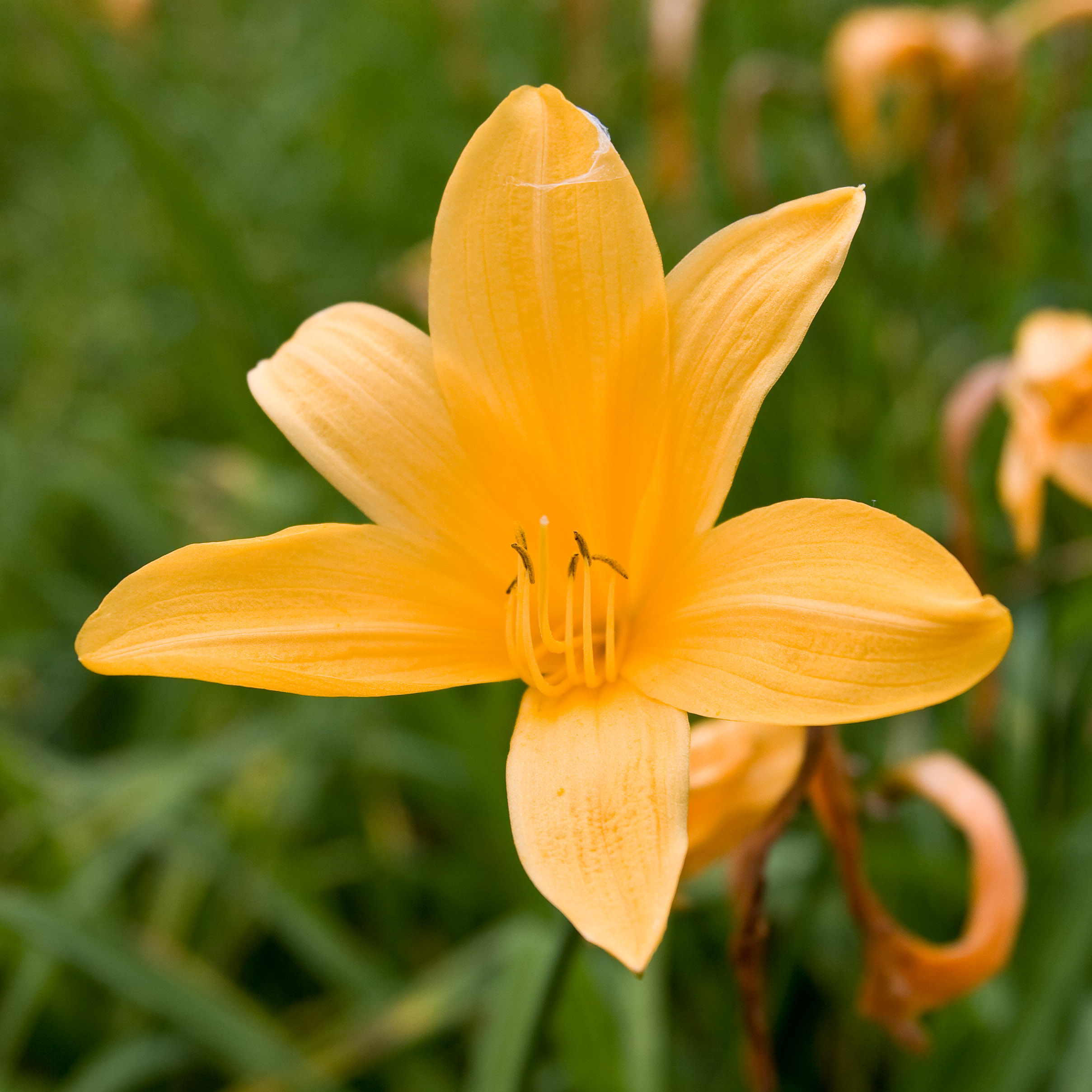